# لويز أبيما

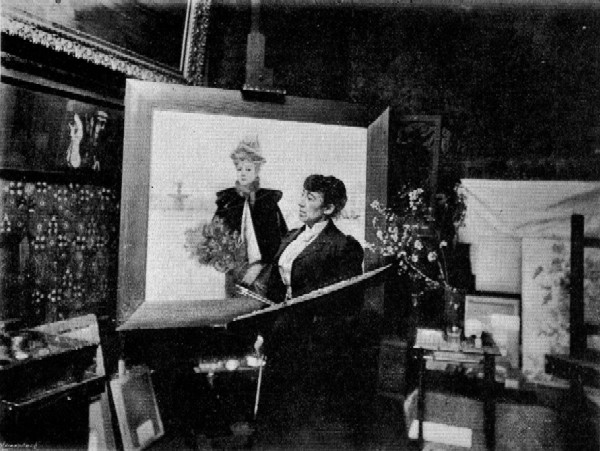
Louise Abbéma at work in her studio.

لويز ابيما (بالفرنسية: Louise Abbéma) (ولدت في 30 أكتوبر 1853، وتوفيت في 15 يوليو 1927). كانت لويز رسامة فرنسية ونحاتة ومصممة في عصر بيل ايبوك (وهو عصر نشأ بعد الحرب الفرنسية البروسية).

## السيرة الذاتية
ولدت لويز في بلدة اينامبا الكائنة في إقليم إيسون. بدأت الرسم في وقت مبكر جدًا وذلك في مرحلة المراهقة، ودرست تحت رعاية العديد من الوجهاء خلال عصر بيل ايبوك ومن ضمن هؤلاء الوجهاء تشارلز جوشوا شابلن وجان جاك هينر وكارلوس دوران. كما حصلت لويز على الاعتراف الأول لأعمالها بعمر 23 سنة حينما رسمت صورة لسارة برنار. كما قيل بأن سارة هي صديقة لويز منذ أمد بعيد أو عشيقتها.
كما ذهبت الرسامة لويز لترسم الصور للعديد من الوجهاء المعاصرين، وأيضا ترسم الألواح واللوحات الجدارية والتي زخرفت ارجاء قاعة مدينة باريس ودار الأوبرا في باريس. أيضًا العديد من المسارح تضمن «مسرح ساره برنار». وذهبت إلى داكار في السنغال لترسم قصر حاكم الاستعمار.
كانت لويز عارضة عادية لصالون في مدينة باريس، حيث تلقت هناك عضوية شرف للوحاتها في عام 1881. كما كانت من ضمن الفنانات اللاتي عملن في المعرض الكولومبي العالمي لمباني عام 1893 في شيكاغو. كما قامت لويز بعرض منحوتة لتمثال نصفي يجسد سارة برنار.
تخصصت لويز في الصور الزيتية والألوان المائية. كما كانت العديد من أعمالها تظهر ذوي نفوذ وسلطة كبعض الرسامين الصينين واليابانيين والأسياد معاصرين مثل إدوارد مانيه. وكانت غالبًا ما تصور وترسم الزهور في أعمالها. ومن ضمن أفضل الأعمال التي لديها هي الفصول وصباح أبريل وقصر الكونكورد وبين الزهور والشتاء وصورة الممثلة جاين ساماري والإمبراطور دوم بيدرو الحاكم الثاني للبرازيل وفيرديناند ديليسسبس وأخيرًا تارلز جارنييه.
برعت لويز في الطباعة أيضا والنحت والتصميم كما برعت في الكتابة عمن يقدمون مساهمات منتظمة لصحيفة جازيت دي بيوكس-ارت وإل-ارت.
مُنحت لويز العديد من الألقاب المشرفة وكان من ضمنها بالم اكادميك عام 1887، ورشحت للقب «الرسامة الرسمية للجمهورية الثالثة». كما فازت بالميدالية البرونزية عام 1990 في المعرض العالمي. وفي عام 1906 زينت لشوفالييه بطلب من شرف ليجون.
توفيت لويز عام 1927 في باريس. في نهاية القرن العشرين تميزت أعمال لويز بشعبية كبيرة جدًا، وهو الوقت الذي حظيت فيه المرأة الفنانة من القرون الماضية باهتمام لافت، فسنحت الفرصة لأعمال لويز بأن تحظى بشعبية متجددة

## المرأة الجديدة
أتيحت الكثير من الفرص التعليمية في القرن التاسع عشر، فالنساء أصبحن جزءًا من المشاريع الاحترافية فأسسن جمعية للفنون خاصة بهن. وأُعتبرت الأعمال الفنية النسائية منذ زمن بعيد أقل شئنًا من أعمال الفنانين الرجال وللتغلب على هذه الصورة النمطية أصبحت النساء أكثر ثقة وشجاعة في التسويق لأعمالهن وذلك لتعزيز عمل المرأة ولتصبح جزءًا من دمج صور التعليم والتطور والحرية «للمرأة الجديدة». كما يلعب الفنانون دورًا مميًزا في عرض المرأة الجديدة. ويقوم كلاهما برسم الصور لرموز وتشكيل نماذج لهذه الأنواع المدموجة عبر حياتهم الخاصة. كما قامت لويز برسم اللوحات الأنثوية الخاصة لربط الحياة الفكرية عبر التركيز برسم العين.

## ألبوم الصور

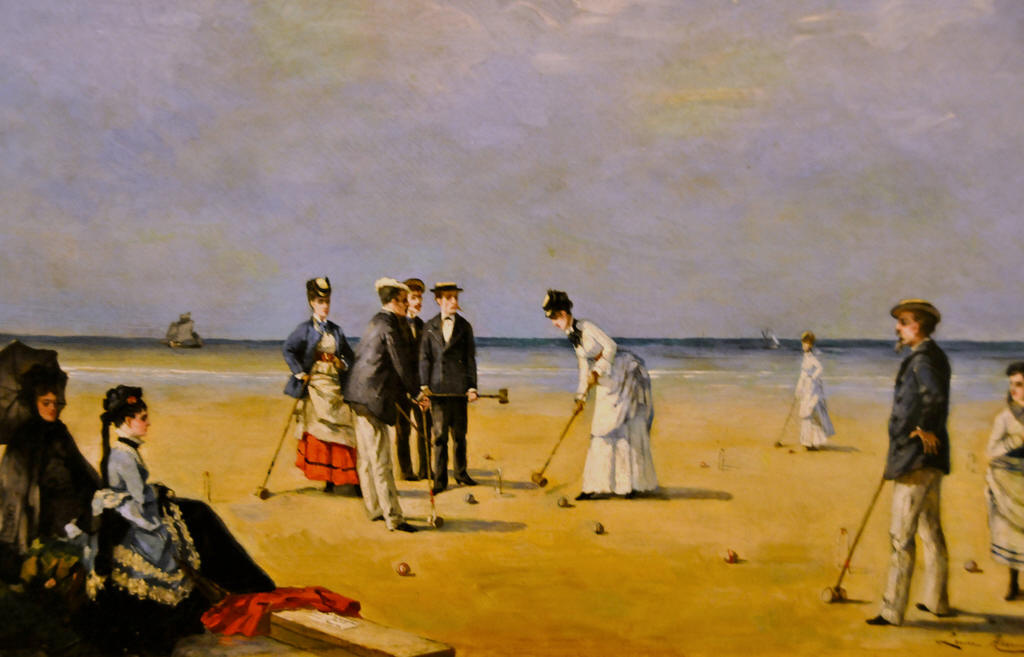
"A Game of Croquet," (1872)
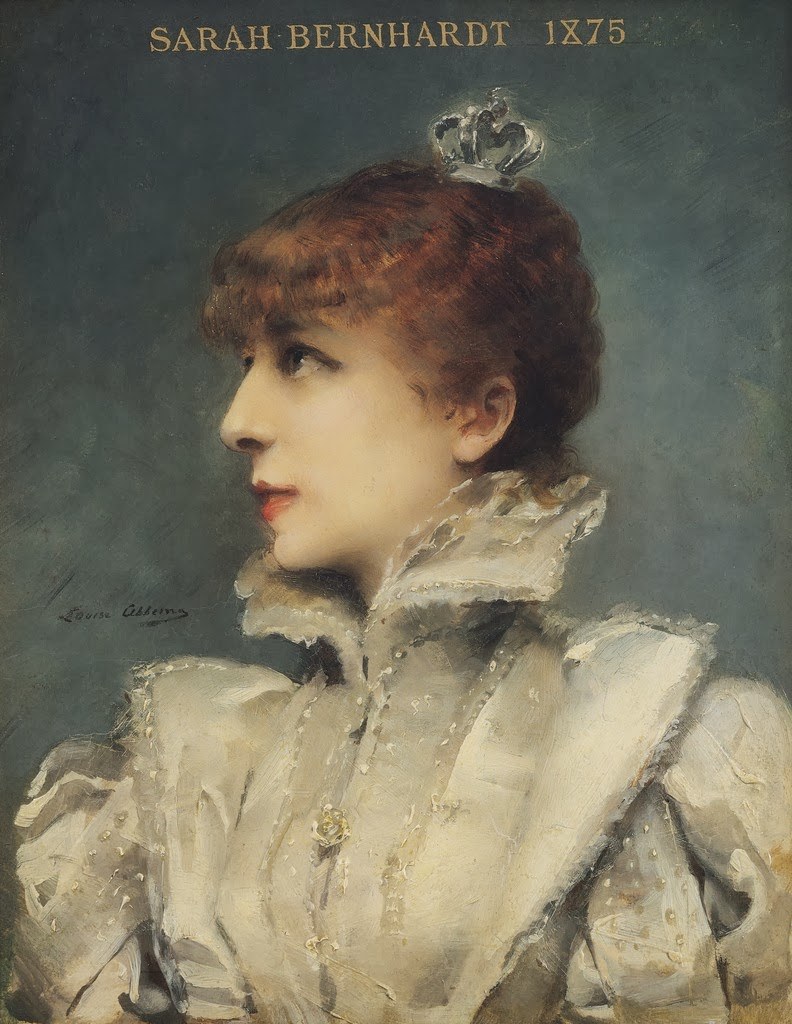
Sarah Bernhart, (1875)
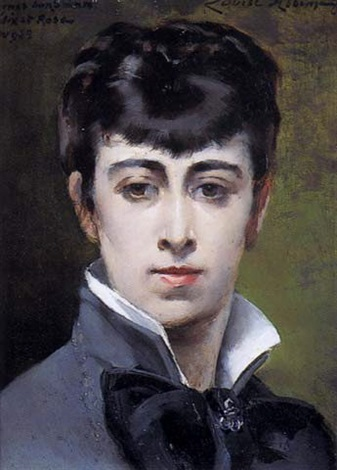
"Self-portrait, age 18" (1876)
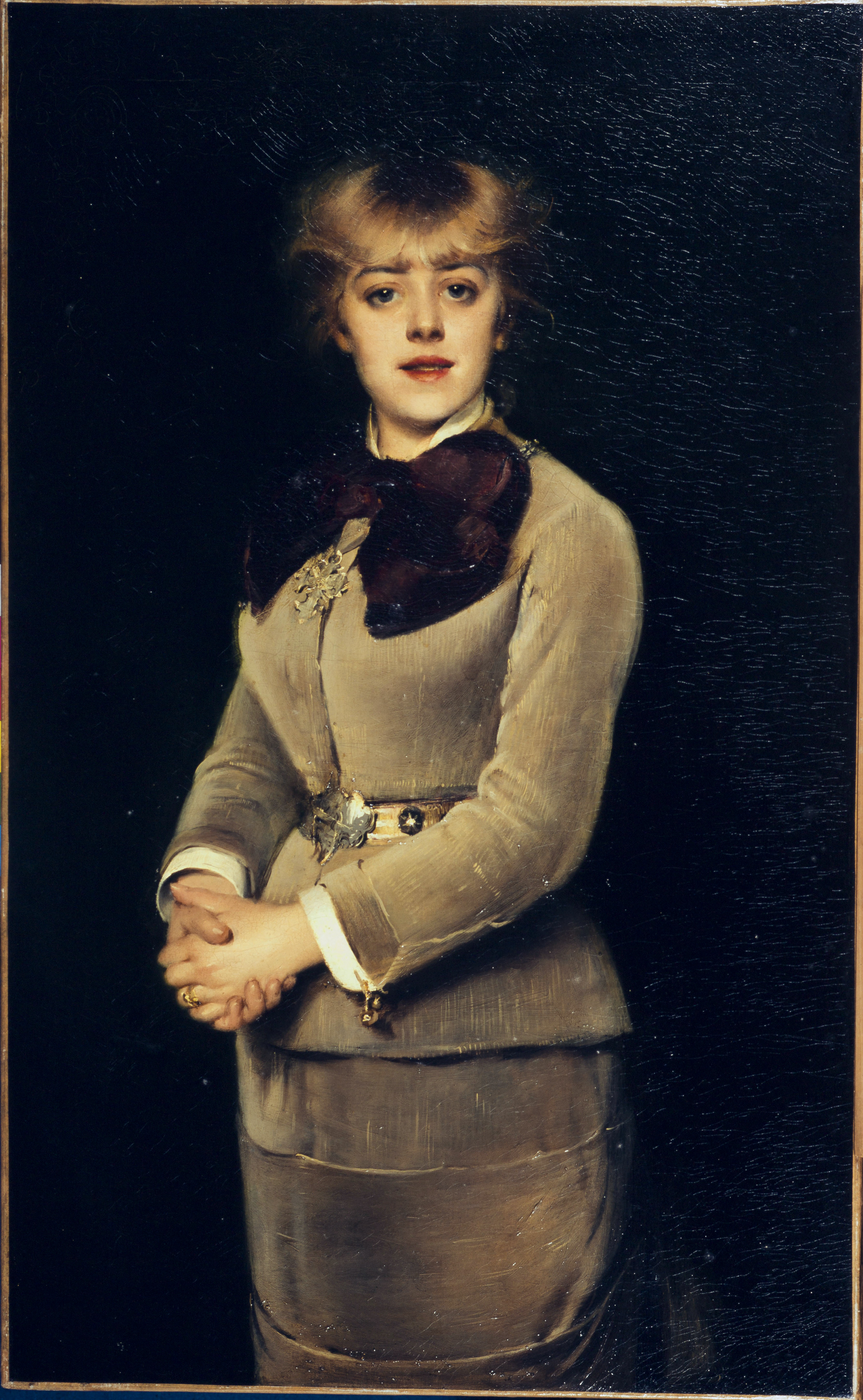
Portrait de Jeanne Samary
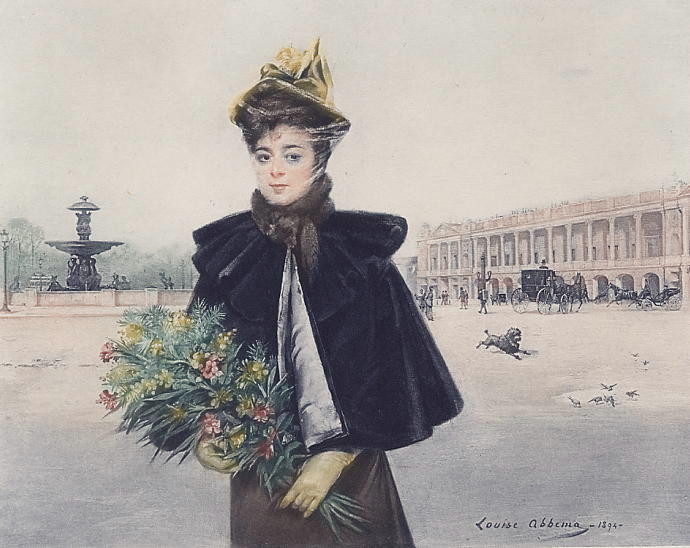
Matin d'avril, Place de la Concorde, Paris (1894)
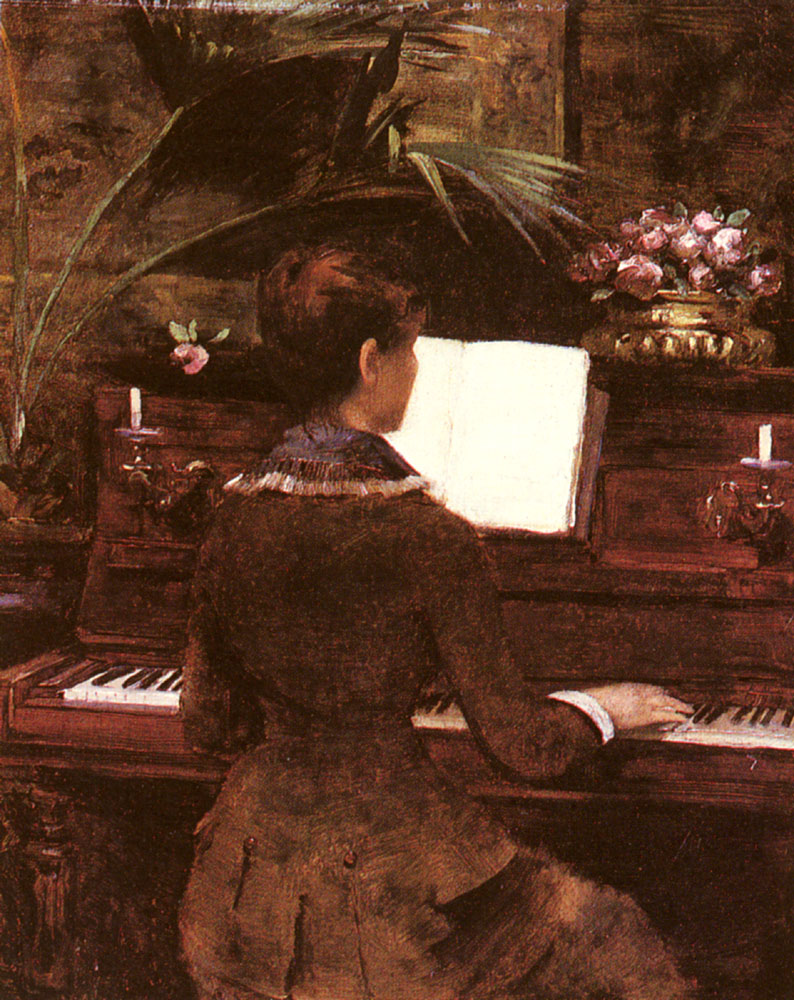
Au piano, (ca. 1880)
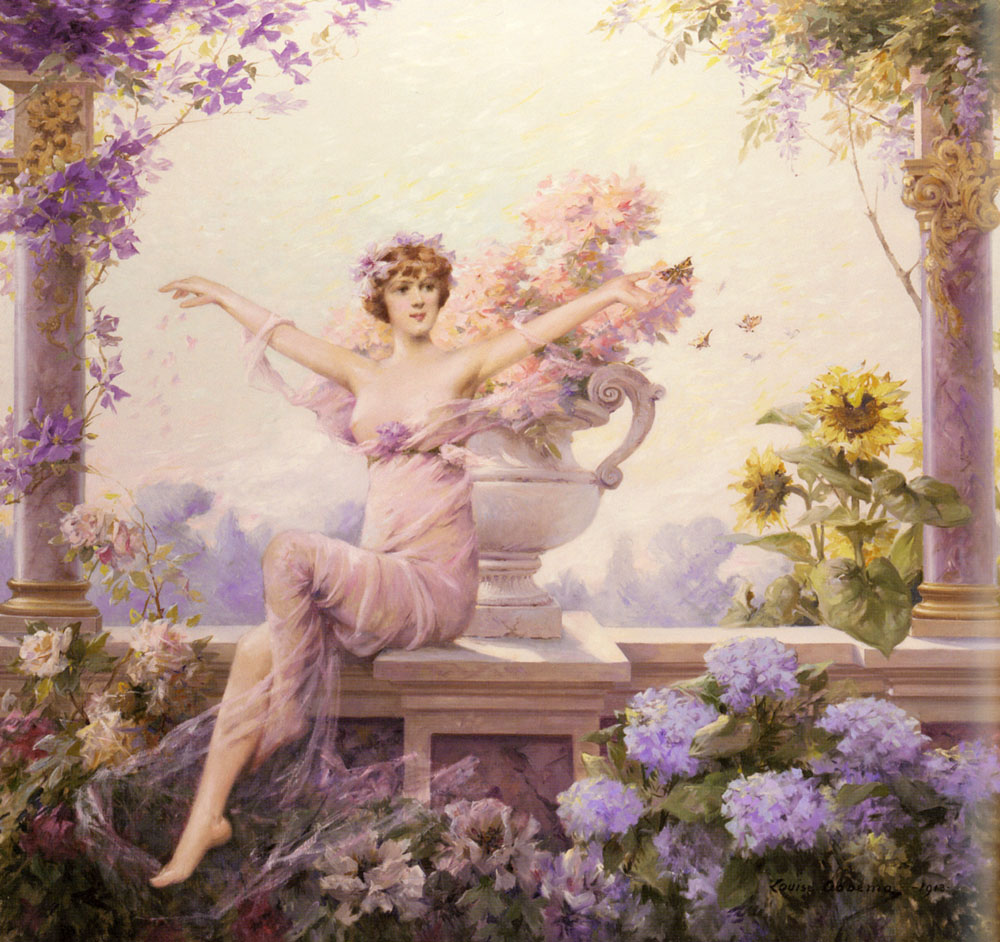
Flora, (1913)
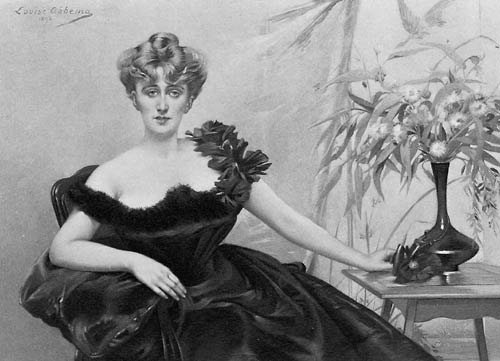
Portrait of Madame B. (ca. 1900?)

## وصلات خارجية
- Extensive website featuring many Abbéma artworks and writings (in French)
- Artcyclopedia listing
- Short biography at Tallulahs.com نسخة محفوظة 10 أكتوبر 2004 على موقع واي باك مشين.
- Short biography at Nelepets.com
- Louise Abbema in her studio, ca. 1885